# Hidróxido de cobre(II)
El hidróxido cúprico o hidróxido de cobre(II) es el hidróxido del metal cobre con la fórmula química Cu(OH)2. Es de color azul pálido y es un sólido gelatinoso.

## Historia
Este hidróxido se conoce desde unos 5000 años a. C. pero posiblemente los alquimistas fueron los primeros en fabricarlo. Se hacía fácilmente mezclando soluciones de lejía (hidróxidos de sodio y potasio) con sulfato de cobre II.
Ya en los siglos XVII y XVIII se producía a escala industrial para ser usado en pigmentos como el azul verdoso y el verde de Bremen.

## Presencia en la naturaleza
El hidróxido de cobre se encuentra en diferentes minerales de cobre, de manera principal en la azurita, malaquita, antlerita, y brochantita. El hidróxido de cobre(II) difícilmente se encuentra en un mineral sin combinar porque lentamente reacciona con el dióxido de carbono del aire para formar carbonato de cobre básico.

## Síntesis
Se puede hacer hidróxido de cobre añadiendo una pequeña cantidad de hidróxido de sodio a una solución diluida de sulfato de cobre (CuSO4 • 5H2O). Un producto más puro se obtiene añadiendo cloruro de amonio a la solución.  Alternativamente se puede hacer hidróxido de cobre por electrólisis de agua conteniendo bicarbonato de sodio.
La pátina del bronce y otras aleaciones de cobre son una mezcla 1:1 de hidróxido de cobre Cu(OH)2 y carbonato de cobre CuCO3."
{\displaystyle {\ce {2Cu{_{(s)}}+H2O{_{(g)}}+CO2{_{(g)}}+O2{_{(g)}}->Cu(OH)2{_{(s)}}+CuCO3{_{(s)}}}}}

## Usos
Como fungicida como alternativa al Caldo bordelés y nematicida. También como colorante en cerámica.
Se usa como reactivo de laboratorio como catalizador y agente oxidante.
Mezclado con látex se ha utilizado para controlar y mejorar el crecimiento de las raíces de las plantas en macetas.